# Strobilanthes longiflora
Strobilanthes longiflora är en akantusväxtart som beskrevs av Raymond Benoist. Strobilanthes longiflora ingår i släktet Strobilanthes och familjen akantusväxter. Inga underarter finns listade i Catalogue of Life.